# Senador Ninoy Aquino
Senador Ninoy Aquino é um município de  terceira classe de renda municipal (d) na província Sultan Kudarat, nas Filipinas. De acordo com o censo de 1 de maio  de  2020 possui uma população de 47 374 pessoas e 13 081 domicílios.